# Imma Ollich i Castanyer
Imma Ollich i Castanyer   (Vic, 13 de novembre de 1951) és una arqueòloga i medievalista catalana.
Després de passar pel col·legi Pare Coll i l'Institut Escorial, es va formar a la Universitat de Barcelona, on Manuel Riu va encoratjar-la a emprendre el camí de l'arqueologia. Es va llicenciar el 1973 amb una tesina sobre els jueus de Vic, es va doctorar el 1981 i fa de professora al mateix centre del 1984 ençà.
La seva recerca en la faceta com a investigadora se centra en les fonts notarials de la baixa edat mitjana, l'arqueologia experimental i l'aplicació de la informàtica en la documentació escrita i els registres arqueològics medievals.
Ha estat present a excavacions a Catalunya, Andalusia, Castella, França, Anglaterra, Itàlia i Polònia. Des del 1977 dirigeix la del jaciment arqueològic de l'Esquerda i del 1982 al 1994 va comandar la de la seva ciutat. També ha estat al càrrec de la del Castell de Cabrera.

## Publicacions destacades[2]
- Camp i ciutat a la Catalunya del segle XIII (1988)
- L’oppidum ibèric de l’Esquerda (1994, amb Marià de Rocafiguera)
- Experimentació arqueològica sobre conreus medievals a l’Esquerda, 1991-1994 (1998, amb Marià de Rocafiguera, M. Ocaña i P. J. Reynolds)